# Araçari à double collier
Pteroglossus bitorquatus
Espèce
Statut de conservation UICN

 EN A4c : En danger
L'Araçari à double collier (Pteroglossus bitorquatus) est une espèce d'oiseau de la famille des Ramphastidae.

## Répartition
Cet oiseau est endémique de la zone néotropicale (Bolivie et Brésil).

## Sous-espèces
Cet oiseau est représenté par trois sous-espèces :
- Pteroglossus bitorquatus bitorquatus Vigors, 1826 ;
- Pteroglossus bitorquatus reichenowi E. Snethlage, 1907 ;
- Pteroglossus bitorquatus sturmii Natterer, 1842.